# Abong-Mbang

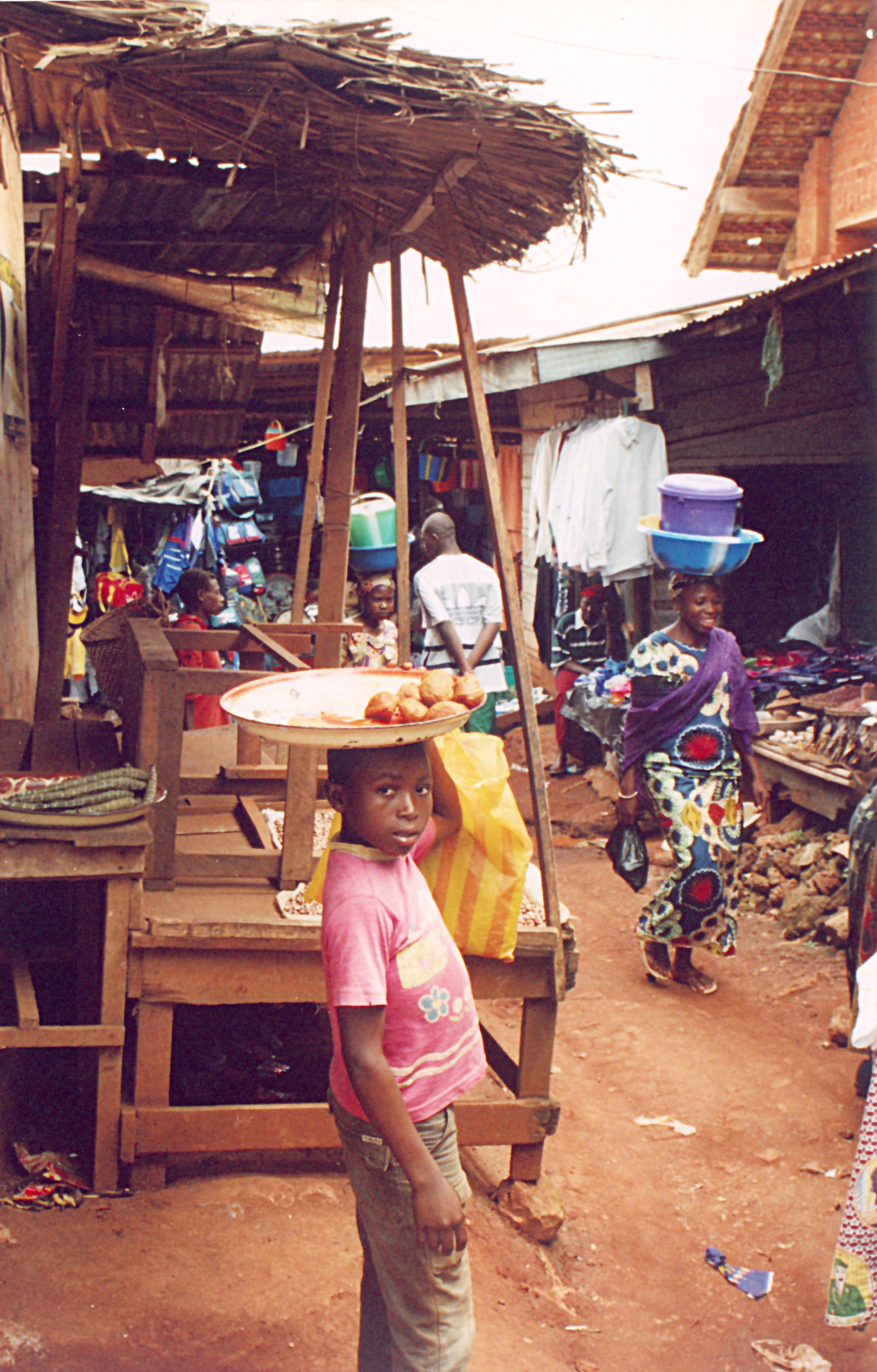
Mercato

Abong-Mbang è la capitale del dipartimento di Haut-Nyong, in Camerun.
La città si trova all'incrocio della strada nazionale numero 10 e la strada che porta a Lomié a sud. La capitale del paese, Yaoundé, dista 311 chilometri ad occidente, e Bertoua, il capoluogo di regione, 27 chilometri ad est.